# Рачо Ангелов
Рачо Ангелов Генчев е български лекар, офицер и политик от Българската комунистическа партия. Той е председател на Българския лекарски съюз (1920 – 1924) и министър на народното здраве (1944 – 1947).

## Биография
Рачо Ангелов е роден на 2 юни (21 май стар стил) 1873 година в Габрово. Завършва Априловската гимназия, а след това и медицина в Киевския императорски университет „Свети Владимир“ през 1896 година. След връщането си в България работи като околийски лекар в Борисовград и Харманли. През 1898 година става член на Българската работническа социалдемократическа партия, а след нейното разцепление през 1903 година се присъединява към групата на тесните социалисти, по-късно станала Българска комунистическа партия (БКП).
През 1900 година Рачо Ангелов става военен лекар, участва в Балканските войни и Първата световна война и достига до поста началник на Подофицерското санитарно училище. През 1920 година се уволнява със звание полковник. През 1920 – 1924 година е председател на Българския лекарски съюз (БЛС), а през 1923 година за кратко оглавява Върховния медицински съвет. Като активен комунист, след атентата в църквата „Света Неделя“ през 1925 година за кратко е арестуван, след което е интерниран в Банско.
През 1928 година Ангелов се връща в София, а от 1931 година издава списание „Обществен лекар“, около което се формира прокомунистическа група в БЛС. Той продължава да участва в различни инициативи на БКП, като един от нейните най-известни в обществото нейни привърженици. През 1940 година е избран за почетен председател на БЛС. През 1942 година участва в преговорите за образуване на коалицията Отечествен фронт и участва в нейното ръководство.
След Деветосептемврийския преврат през 1944 година Рачо Ангелов оглавява новообразуваното Министерство на народното здраве във второто и третото правителство на Кимон Георгиев и първото правителство на Георги Димитров (1944 – 1947). От 1947 до 1954 година е член на Президиума на Народното събрание.
Рачо Ангелов умира на 9 декември 1956 година в София.